# 오만의 역사
오만의 역사는 아시아 국가인 오만의 역사를 설명하는 문서이다. 오만은 10만년 이상 거슬러 올라가는 선사시대 인류 거주지이다. 이 지역은 다른 아랍 부족들, 포르투갈과 영국을 포함한 강력한 침략자들의 영향을 받았다. 오만은 그 절정기에 페르시아만에서 마다가스카르 섬에 이르는 매장량을 가지고 있었는데, 일부 주목할 만한 매장량으로는 잔지바르, 모가디슈, 과다르 등이 있다.

## 선사 시대
오만에서는 2011년 비엔 조벤 박사에 의해 수단의 고고학적 발굴에서만 이전에 알려진 후기 누비아 단지에 속하는 석기들의 표면 산란이 100개 이상 포함된 유적지가 발견되었다. 광학적으로 자극된 두 개의 발광 연대 추정치는 아라비아 누비아 단지를 약 106,000년 전으로 추정한다. 이것은 해양 동위원소 5단계의 초기 부분 주변인 남부 아라비아의 뚜렷한 이동식 석기 시대 기술 단지에 대한 증거를 제공한다.
나머지 세계를 식민지화하기 위해 아프리카에서 인류가 떠난다는 가설은 그들이 홍해 남부의 바브엘만데브 해협을 건너 아라비아 주변의 녹색 해안선을 따라 이동한 다음 유라시아의 나머지 지역으로 이동하는 것을 포함한다. 이러한 횡단은 남부 에리트레아와 예멘 사이의 선반의 상당 부분이 노출되도록 해수면이 80미터 이상 떨어졌을 때 가능해졌다. 기후가 마지막 빙하 최대치에 도달하기 위해 불규칙하게 냉각되면서 60에서 70 킬로미터의 빙하 경기장에 도달한 수준이었다. 135,000년에서 90,000년 전까지 열대 아프리카에는 엄청난 가뭄이 들어 인간을 육지에서 바다 연안으로 몰아갔고 다른 대륙으로 건너게 만들었다. 연구원들은 호수 바닥 진흙에 갇힌 꽃가루 알갱이에 방사성 탄소 연대 측정 기술을 사용하여 300년 간격으로 샘플을 채취하여 아프리카 말라위호의 나이에 걸쳐 식물을 확립했다. 엄청난 가뭄 시대의 샘플에는 꽃가루나 숯이 거의 없어 태울 것이 거의 없는 드문 식물임을 시사한다. 오늘날 숲이 우거져 있는 말라위호 주변 지역은 약 135,000년에서 90,000년 전 사막이었다.
발광 연대 측정은 모래에 저장된 자연적으로 발생하는 방사선을 측정하는 기술이다. 이 방법론을 통해 수집된 데이터는 13만 년 전 아라비아반도가 상대적으로 더 따뜻해서 더 많은 강우가 발생하여 일련의 무성한 거주 가능한 땅으로 바뀌었음을 보여준다. 이 기간 동안 남부 홍해의 수위가 낮아졌고 폭이 4킬로미터에 불과했다. 이것은 인간이 바다를 쉽게 건너고 제벨 파야와 같은 반대 지역으로 반도를 건너갈 수 있는 짧은 시간의 창을 제공했다. 아프리카의 기후 변화를 피해 도망친 초기 이주자들은 홍해를 건너 예멘과 오만으로 들어갔고, 좋은 기후 조건에서 아라비아를 횡단했다. 2,000킬로미터의 거주하기 어려운 사막이 아랍에미리트의 홍해와 제벨 파야 사이에 있다. 그러나 약 13만 년 전 세계는 빙하기의 끝에 있었다. 홍해는 걸어서 또는 작은 뗏목을 타고 건널 수 있을 정도로 얕았고, 아라비아반도는 바싹 마른 사막에서 녹색 땅으로 변화하고 있었다.
오만 남부와 중부, 페르시아만의 출구에 있는 호르무즈 해협에 가까운 아랍에미리트의 동굴들에서 구석기 시대의 석기들이 발견되었다. 125,000년 정도 된 그 석기들은 비슷한 시기에 아프리카의 사람들이 만든 석기들과 닮았다.

## 이슬람교로의 개종
오만은 무함마드 생전인 630년 이슬람교에 노출되었고, 632년 릿다 전쟁에서 통합이 이루어졌다.
751년 카와리지파의 온건한 분파인 이바디 무슬림이 오만에 이마메이트를 세웠다. 방해를 받았음에도 불구하고, 이바디 이마메이트는 20세기 중반까지 살아남았다.

## 20세기 이후
1954년 이맘의 땅에서 석유가 발견된 후 술탄에 의해 시브 조약이 깨지면서 갈등이 다시 불거졌다. 새로운 이맘(갈리브 빈 알리)은 술탄의 공격에 맞서 5년 동안 반란을 일으켰다. 술탄은 식민지 영국군과 이란의 샤의 도움을 받았다. 1960년대 초, 사우디아라비아로 망명한 이맘은 그의 지도자들과 다른 아랍 정부들로부터 지지를 받았지만, 이 지지는 1980년대에 끝났다. 이맘의 경우는 유엔에서도 논의되었지만, 중요한 조치는 취해지지 않았다.
잔지바르는 1964년 초 독립할 때까지 무스카트와 오만에 매년 보조금을 지급했다.